# Eva Bacharach
Eva Bacharach (c. 1580-1651) fue una erudita hebraísta y rabínica.

## Biografía
Bacharach nació en Praga, hija de Isaac ben Simson ha-Kohen, y a través de su madre, Vögele, nieta del conocido rabino de Praga, Judah Loew ben Bezalel. Sus hermanos, Ḥayyim y Nephtali, también fueron conocidos rabinos. Como hija de una familia rabínica tan distinguida, adquirió amplio conocimiento de la literatura hebrea y rabínica y, a menudo, podía ayudar a los rabinos a resolver dificultades textuales. Tal erudición era poco común entre las mujeres judías de esa época, y el Memorbuch de Worms hace una mención especial al respecto.
En 1600 se casó con Abraham Samuel Bacharach, con quien posteriormente fue a Worms, a donde había sido llamado como rabino. Tras su muerte el 26 de mayo de 1615, regresó con su hijo Sansón y sus tres hijas a Praga, para dedicarse a la educación de sus hijos. Rechazó una oferta de matrimonio de Isaiah Horowitz, entonces rabino de Praga, que estaba a punto de emigrar a Jerusalén, aunque anhelaba estar en Tierra Santa. Cuando sus tres hijas se casaron, siguió a su hijo Sansón a Worms, adonde lo habían llamado para ocupar el puesto de su padre; y poco después, en 1651, partió hacia Palestina. En el viaje, Bacharach murió en Sofía, donde fue enterrada.